# Rodrigo de Arriaga
Rodrigo de Arriaga (17 de gener de 1592, Logronyo - 7 de juny de 1667, Praga) fou un filòsof, jesuïta i teòleg espanyol, instal·lat a Praga des dels vint-i-vuit anys fins a la seva mort.
Entrà a la Companyia de Jesús l'any 1606. El 1620 fou enviat a Praga després de la reconquesta de la ciutat per les tropes imperials. Tingué un paper fonamental en assegurar el control dels jesuïtes sobre les escoles i universitats del regne de Bohèmia. Ensenyà filosofia a Valladolid i teologia a Praga des de l'any 1624. Fou canceller de la Universitat Carolina de Praga (1642-1653) i prefecte del Clementinum des del 1654.

## Obres
- Cursus philosophicus, Anversa, Moretus, 1632
- Disputationes theologicae, I-VIII, Anversa, Moretus, 1643-55